# 12 février aux Jeux olympiques d'hiver de 2022
Pour un article plus général, voir Jeux olympiques d'hiver de 2022.
Le samedi 12 février aux Jeux olympiques d'hiver de 2022 est le onzième jour de compétition.

## Programme
| Heure UTC+8 (Pékin)                           |               |
| bleu                                          | Cérémonie     |
| neutre                                        | Épreuve       |
| or                                            | Finale        |
| orange                                        | Petite finale |
| rose                                          | Reporté       |
| gris                                          | Annulé        |
| Compétition masculine                         | Hommes        |
| Compétition féminine                          | Femmes        |
| Compétition mixte (hommes et femmes mélangés) | Mixte         |
| Compétition en couple (1 homme et 1 femme)    | Couple        |
| modifier                                      |               |

| Horaire | Discipline Spécialité | Discipline Spécialité                     | Discipline Spécialité                         | Phase                                 | Résultats                                                                                               | Références |
| ------- | --------------------- | ----------------------------------------- | --------------------------------------------- | ------------------------------------- | --- | ---------- |
| 09 h 05 |                       | Curling Tournoi féminin                   | Compétition femmes                            | Premier tour 4e session               | 7 - 6                                                                                                   | -          |
| 09 h 05 |                       | Curling Tournoi féminin                   | Compétition femmes                            | Premier tour 4e session               | 9 - 5                                                                                                   | -          |
| 09 h 05 |                       | Curling Tournoi féminin                   | Compétition femmes                            | Premier tour 4e session               | 8 - 7                                                                                                   | -          |
| 10 h 00 |                       | Snowboard Cross en équipe mixte           | Compétition mixte (hommes et femmes ensemble) | Finale                                | Nick Baumgartner / Lindsey Jacobellis · Omar Visintin / Michela Moioli · Éliot Grondin / Meryeta O'Dine | -          |
| 12 h 10 |                       | Hockey sur glace Tournoi féminin          | Compétition femmes                            | Quart de finale Match 23              | 2 - 4                                                                                                   | -          |
| 12 h 10 |                       | Hockey sur glace Tournoi masculin         | Compétition hommes                            | Tour préliminaire Groupe A - Match 11 | 2 - 4                                                                                                   | -          |
| 14 h 05 |                       | Curling Tournoi masculin                  | Compétition hommes                            | Premier tour 5e session               | 9 - 12                                                                                                  | -          |
| 14 h 05 |                       | Curling Tournoi masculin                  | Compétition hommes                            | Premier tour 5e session               | 4 - 7                                                                                                   | -          |
| 14 h 05 |                       | Curling Tournoi masculin                  | Compétition hommes                            | Premier tour 5e session               | 6 - 8                                                                                                   | -          |
| 14 h 05 |                       | Curling Tournoi masculin                  | Compétition hommes                            | Premier tour 5e session               | 6 - 7                                                                                                   | -          |
| 15 h 30 |                       | Ski de fond Relais femmes                 | Compétition femmes                            | Finale                                | ROC · Allemagne · Suède                                                                                 | -          |
| 16 h 00 |                       | Patinage de vitesse Poursuite par équipes | Compétition femmes                            | Quarts de finale                      | - | -          |
| 16 h 40 |                       | Hockey sur glace Tournoi féminin          | Compétition femmes                            | Quart de finale Match 24              | 7-1 | -          |
| 16 h 40 |                       | Hockey sur glace Tournoi masculin         | Compétition hommes                            | Tour préliminaire Groupe A - Match 12 | 3-2 | -          |
| 16 h 53 |                       | Patinage de vitesse 500 mètres            | Compétition hommes                            | Finale                                | Gao Tingyu · Cha Min-kyu · Wataru Morishige                                                             | -          |
| 17 h 00 |                       | Biathlon Sprint hommes                    | Compétition hommes                            | Finale                                | Johannes Thingnes Bø · Quentin Fillon Maillet · Tarjei Bø                                               | -          |
| 18 h 00 |                       | Saut à ski Grand tremplin                 | Compétition hommes                            | Manche d'essai pour la compétition    | - | -          |
| 19 h 00 |                       | Saut à ski Grand tremplin                 | Compétition hommes                            | Finale                                | Marius Lindvik · Ryōyū Kobayashi · Karl Geiger                                                          | -          |
| 19 h 00 |                       | Patinage artistique Danse sur glace       | Compétition en couple (1 homme et 1 femme)    | Danse courte                          | - | -          |
| 20 h 05 |                       | Curling Tournoi féminin                   | Compétition femmes                            | Premier tour 5e session               | 5 - 10                                                                                                  | -          |
| 20 h 05 |                       | Curling Tournoi féminin                   | Compétition femmes                            | Premier tour 5e session               | 5 - 8                                                                                                   | -          |
| 20 h 05 |                       | Curling Tournoi féminin                   | Compétition femmes                            | Premier tour 5e session               | 10 - 5                                                                                                  | -          |
| 20 h 05 |                       | Curling Tournoi féminin                   | Compétition femmes                            | Premier tour 5e session               | 6 - 9                                                                                                   | -          |
| 20 h 20 |                       | Skeleton Épreuve féminine                 | Compétition femmes                            | Manche 3                              | - | -          |
| 21 h 10 |                       | Hockey sur glace Tournoi masculin         | Compétition hommes                            | Tour préliminaire Groupe B - Match 13 | 5 - 6                                                                                                   | -          |
| 21 h 10 |                       | Hockey sur glace Tournoi masculin         | Compétition hommes                            | Tour préliminaire Groupe B - Match 14 | 3 - 5                                                                                                   | -          |
| 21 h 55 |                       | Skeleton Épreuve féminine (manche 4)      | Compétition femmes                            | Finale                                | Hannah Neise · Jaclyn Narracott · Kimberley Bos                                                         | -          |

## Tableau des médailles provisoire
- Pays organisateur (Chine)

| Rang  | Nation       | Or | Argent | Bronze | Total |
| ----- | ------------ | -- | ------ | ------ | ----- |
| 01    | Norvège      | 2  | 0      | 1      | 3     |
| 02    | Allemagne    | 1  | 1      | 1      | 3     |
| 03    | États-Unis   | 1  | 0      | 0      | 1     |
| 03    | ROC          | 1  | 0      | 0      | 1     |
| 03    | Chine        | 1  | 0      | 0      | 1     |
| 06    | Japon        | 0  | 1      | 1      | 2     |
| 07    | France       | 0  | 1      | 0      | 1     |
| 07    | Italie       | 0  | 1      | 0      | 1     |
| 07    | Corée du Sud | 0  | 1      | 0      | 1     |
| 07    | Australie    | 0  | 1      | 0      | 1     |
| 11    | Canada       | 0  | 0      | 1      | 1     |
| 11    | Suède        | 0  | 0      | 1      | 1     |
| 11    | Pays-Bas     | 0  | 0      | 1      | 1     |
| Total | Total        | 6  | 6      | 6      | 18    |

| Rang  | Nation     | Or | Argent | Bronze | Total |
| ----- | ---------- | -- | ------ | ------ | ----- |
| 01    | Allemagne  | 8  | 5      | 1      | 14    |
| 02    | Norvège    | 8  | 3      | 6      | 17    |
| 03    | États-Unis | 5  | 5      | 1      | 11    |
| 04    | Pays-Bas   | 5  | 4      | 2      | 11    |
| 05    | Suède      | 5  | 2      | 3      | 10    |
| 06    | Autriche   | 4  | 6      | 4      | 14    |
| 07    | Chine      | 4  | 3      | 1      | 8     |
| 08    | ROC        | 3  | 4      | 6      | 13    |
| 09    | Italie     | 2  | 5      | 4      | 11    |
| 10    | Japon      | 2  | 3      | 5      | 10    |
| 11    | Slovénie   | 2  | 1      | 2      | 5     |
| 12    | Suisse     | 2  | 0      | 5      | 7     |
| 13    | France     | 1  | 6      | 0      | 7     |
| 14    | Canada     | 1  | 4      | 8      | 13    |
| 15    | Australie  | 1  | 2      | 1      | 4     |
| Total | Total      | 53 | 53     | 53     | 159   |